# Don Henriksen
Donald Anton "Don" Henriksen (Palo Alto, California; 10 de octubre de 1929 - San Marino, California; 14 de mayo de 2008) fue un jugador de baloncesto estadounidense que disputó dos temporadas en la NBA. Con 2,01 metros de estatura, jugaba en la posición de ala-pívot.

## Trayectoria deportiva

### Universidad
Su andadura universitaria transcurrió en los Golden Bears de la Universidad de California en Berkeley.

### Profesional
Fichó en 1952 con los Baltimore Bullets, con los que completó una temporada en la que promedió 8,4 puntos, 7,4 rebotes y 1,9 asistencias por partido. Tras un año en blanco, regresó a los Bullets, pero el equipo desapareció poco después de comenzada la temporada 1954-55, produciéndose entonces un draft de dispersión, siendo elegido por los Rochester Royals, donde acabó la temporada promediando 5,5 puntos y 7,8 rebotes por partido.

## Estadísticas de su carrera en la NBA

### Temporada regular
| Temporada | Edad | Equipo            | Liga | P   | TIT | MIN  | TC  | TCA | %TC  | TL  | TLA | %TL  | REB | ASIS | FP  | PTS |
| 1952-53   | 23   | Baltimore Bullets | NBA  | 68  |     | 33.3 | 2.9 | 7.0 | .419 | 2.6 | 4.1 | .626 | 7.4 | 1.9  | 3.6 | 8.4 |
| 1954-55   | 25   | TOTAL             | NBA  | 70  |     | 23.8 | 2.0 | 5.8 | .342 | 2.0 | 2.8 | .703 | 6.9 | 1.6  | 2.7 | 5.9 |
| 1954-55   | 25   | Baltimore Bullets | NBA  | 14  |     | 30.6 | 2.0 | 6.5 | .308 | 3.6 | 4.6 | .785 | 3.5 | 2.3  | 3.0 | 7.6 |
| 1954-55   | 25   | Rochester Royals  | NBA  | 56  |     | 22.1 | 2.0 | 5.6 | .352 | 1.5 | 2.3 | .662 | 7.8 | 1.4  | 2.6 | 5.5 |
| Total     |      |                   | NBA  | 138 |     | 28.5 | 2.4 | 6.4 | .384 | 2.3 | 3.4 | .658 | 7.2 | 1.7  | 3.1 | 7.2 |

### Playoffs
| Temporada | Edad | Equipo            | Liga | P | TIT | MIN | TC | TCA | %TC  | TL | TLA | %TL  | REB | ASIS | FP | PTS |
| 1952-53   | 23   | Baltimore Bullets | NBA  | 2 |     | 94  | 10 | 15  | .667 | 5  | 9   | .556 | 24  | 8    | 11 | 25  |
| 1954-55   | 25   | Rochester Royals  | NBA  | 3 |     | 70  | 3  | 12  | .250 | 7  | 10  | .700 | 16  | 3    | 5  | 13  |
| Total     |      |                   | NBA  | 5 |     | 164 | 13 | 27  | .481 | 12 | 19  | .632 | 40  | 11   | 16 | 38  |